# UFC Fight Night: Gustafsson vs. Manuwa
UFC Fight Night: Gustafsson vs. Manuwa (ou UFC Fight Night 37) est un évènement de mixed martial arts produit par l'Ultimate Fighting Championship. Il a eu lieu le 8 mars 2014 au sein de l'O2 Arena de Londres en Grande-Bretagne et met en vedette un combat entre Alexander Gustafsson et Jimi Manuwa dans la catégorie des poids mi-lourds. Le français Cyrille Diabaté fait également partis de la carte. 

## Enjeux
Le combat principal est un combat entre Alexander Gustafsson et Jimi Manuwa dans la catégorie des poids mi-lourds. Gustafson sort d'une défaite face au champion en titre dans un combat très serré qui aurait pu donner lieu à une revanche immédiate . Néanmoins, les dirigeants de l'UFC ont préféré maintenir leur plan, à savoir que le vainqueur entre Gustafsson et Jones affronterait Glover Teixeira. Il affronte donc finalement Jimi Manuwa qui est sur une série de 3 victoires en autant de combats à l'UFC. L'anglais combattra à domicile. Les deux combattants sont respectivement 1er et 11e dans le classement officiel. 
Le combat co-principal n'a pas encore été choisi parmi les combats déjà annoncés pour cet événement.

## Carte des combats
| Catégorie                   | Combat                                  | Résultat | Commentaires |
| --------------------------- | --------------------------------------- | -------- | ------------ |
| Carte principale            |                                         |          |              |
| Poids mi-lourds             | Alexander Gustafsson vs Jimi Manuwa     |          |              |
| Poids légers                | Michael Johnson vs Melvin Guillard      |          |              |
| Poids mouches               | Brad Pickett vs Ian McCall              |          |              |
| Poids mi-moyens             | Gunnar Nelson vs Omari Akhmedov         |          |              |
| Carte préliminaire          |                                         |          |              |
| Poids mi-lourds             | Cyrille Diabaté vs Ilir Latifi          |          |              |
| Poids moyens                | Luke Barnatt vs Mats Nilsson            |          |              |
| Poids moyens                | Brad Scott vs Cláudio Henrique da Silva |          |              |
| Poids coqs                  | Davey Grant vs Roland Delorme           |          |              |
| Poids mi-moyens             | Igor Araújo vs Danny Mitchell           |          |              |
| Poids mouches               | Louis Gaudinot vs Phil Harris           |          |              |
| Carte préliminaire gratuite |                                         |          |              |